# Dietikon
Dietikon es una ciudad y comuna suiza del cantón de Zúrich, capital del distrito de Dietikon. Limita al norte con la comuna de Oetwil an der Limmat, al noreste con Geroldswil, al este con Weiningen, Unterengstringen y Schlieren, al sureste con Urdorf, al suroeste con Bergdietikon (AG), y al notoeste con Spreitenbach (AG).

## Transporte
Ferrocarril
Cuenta con una estación ferroviaria en la ciudad donde efectúan parada trenes de larga distancia y trenes de cercanías pertenecientes a la red S-Bahn Zúrich. También existe la estación de Glanzenberg en el barrio homónimo donde paran únicamente trenes de cercanías de la red S-Bahn Zúrich.

## Ciudades hermanadas
- Kolín.
- Braggio.
- Renens.